# Fritz Hans Schweingruber
Fritz Hans Schweingruber (* 29. Februar 1936 in Krauchthal, Kanton Bern; † 7. Januar 2020 in Birmensdorf, Kanton Zürich) war ein Schweizer Dendrochronologe und Hochschulprofessor für Walddynamik und Dendrowissenschaften.

## Leben
Fritz Schweingruber war zuerst Primarlehrer und Organist. Bis 1965 unterrichtete er neun Jahre lang an mehrklassigen Schulen im Emmental. Danach studierte er Botanik, Zoologie, Geologie sowie Ur- und Frühgeschichte an der Universität Bern und anschliessend Holzbiologie an der ETH Zürich. Eine Begegnung mit dem österreichischen Botaniker Bruno Huber weckte sein Interesse für die dendrochronologische Forschung. 1972 promovierte er in systematischer Pflanzensoziologie.
Nach einer Zeit als Biologielehrer am Gymnasium Köniz bei Bern und an der Privatschule Dr. Feusi begann er 1971, an der Eidgenössischen Forschungsanstalt für Wald, Schnee und Landschaft WSL in Birmensdorf zu arbeiten. Dort baute er die Forschungsgruppe Dendrochronologie auf. 1976 erhielt er eine ausserordentliche Professur an der Universität Basel mit der Habilitation «Prähistorisches Holz».

## Forschung / Werk
An der WSL baute Schweingruber das Nordhemisphärische dendroklimatologische Datennetz in Zusammenarbeit mit Keith Briffa (Climatic Research Unit Norwich), Jewgeni Waganow (Sibirische Föderale Universität Krasnojarsk) und Stepan Schijatow (Uralische Föderale Universität Jekaterinburg) auf. Dazu organisierte er Expeditionen in Westeuropa, USA, Kanada und Sibirien. Er bildete Studierende der Universitäten Basel. Zürich, Bern, Stuttgart, Grenoble, Marseille, Teheran und Abakan (Russland) aus. Er rief die «Internationalen dendro-ökologischen Feldwochen» (ab 1986) und die «Internationalen dendro-anatomischen Wochen» (ab 2001) ins Leben und leitete diese bis 2019. 
Zu seinen Publikationen gehören die Lehrbücher Der Jahrring, Dendroökologie, Wood Structure and Environment, Mikroskopische Holzanatomie und Europäische Holzanatomie sowie The Plant Stem.
Seit der Emeritierung 2001 hatte er ein Gastrecht an der Eidg. Forschungsanstalt WSL und forschte weiter mit dem Schwerpunkt Taxonomisch-anatomisch-dendrochronologische Analyse von Kräutern und Zwergsträuchern. Ein zentrales Projekt war dabei die Altersbestimmung und Anatomie von Hochgebirgspflanzen in den Alpen und dem Himalaya.

## Mitgliedschaften und Ehrungen
- 2002: Honorary President of the  Association for Tree Ring Research[2]
- 2018: Honorary Member of the International Association of Wood Anatomists[3]

## Publikationen (Auswahl)
- 1976: Prähistorisches Holz – Die Bedeutung von Holzfunden aus Mitteleuropa für die Lösung archäologischer und vegetationskundlicher Probleme. DNB 770057489
- 1993: Jahrringe und Umwelt. Dendroökologie. Erweitertes Scriptum zur Vorlesung Dendrochronologie am Botanischen Institut der Universität Basel. Dora Repository 10276
- 2001: Dendroökologische Holzanatomie – Anatomische Grundlagen der Dendrochronologie. DNB 960532617
- 2007: Wood structure and environment. DNB 983417539
- 2012: Der Jahrring – Standort, Methodik, Zeit und Klima in der Dendrochronologie. DNB 1027396968
- 2016: Mikroskopische Holzanatomie – Formenspektren mitteleuropäischer Stamm- und Zweighölzer zur Bestimmung von rezentem und subfossilem Material. DNB 1096497689
- 2018: The Plant Stem – A Microscopic Aspect. DNB 1161183906
- 2018: Anatomy, Age and Ecology of High Mountain Plants in Ladakh, the Western Himalaya. DNB 1153354217
- 2019: Anatomy of culms and rhizomes of sedges – Atlas of Central European Cyperaceae (Poales), Volume 2. DNB 119596353X
- 2019: Photographic atlas for the microscopic identification of twigs of selected Central European trees and shrubs. DNB 1176833278